# جگنیان
جَگَنیان (نام علمی: Cyperaceae) نام تیره‌ای از گیاهان است.
بعضی از جگنها ریشه غده ای دارند که به نوع شیرین و معطر آن که در طب سنتی جنبه دارویی دارد سعد گفته می شود.
جگنیان گیاهانی گلدار و تک‌لپه‌ای هستند که از نظر ظاهر با گندمیان (Poaceae) و سازوئیان (Juncaceae) همانندی دارند. تیرهٔ جگنیان دارای ۴۰۰۰ گونه است.
برگ‌های جگنیان مارپیچی هستند و دارای غلاف بسته می‌باشند.
این گیاهان پراکنش گسترده‌ای در سطح ایران دارند.
از علف‌های جگنی می‌شود به اویارسلام و تزک اشاره کرد.